# Italia en la Copa Mundial de Fútbol de 1934

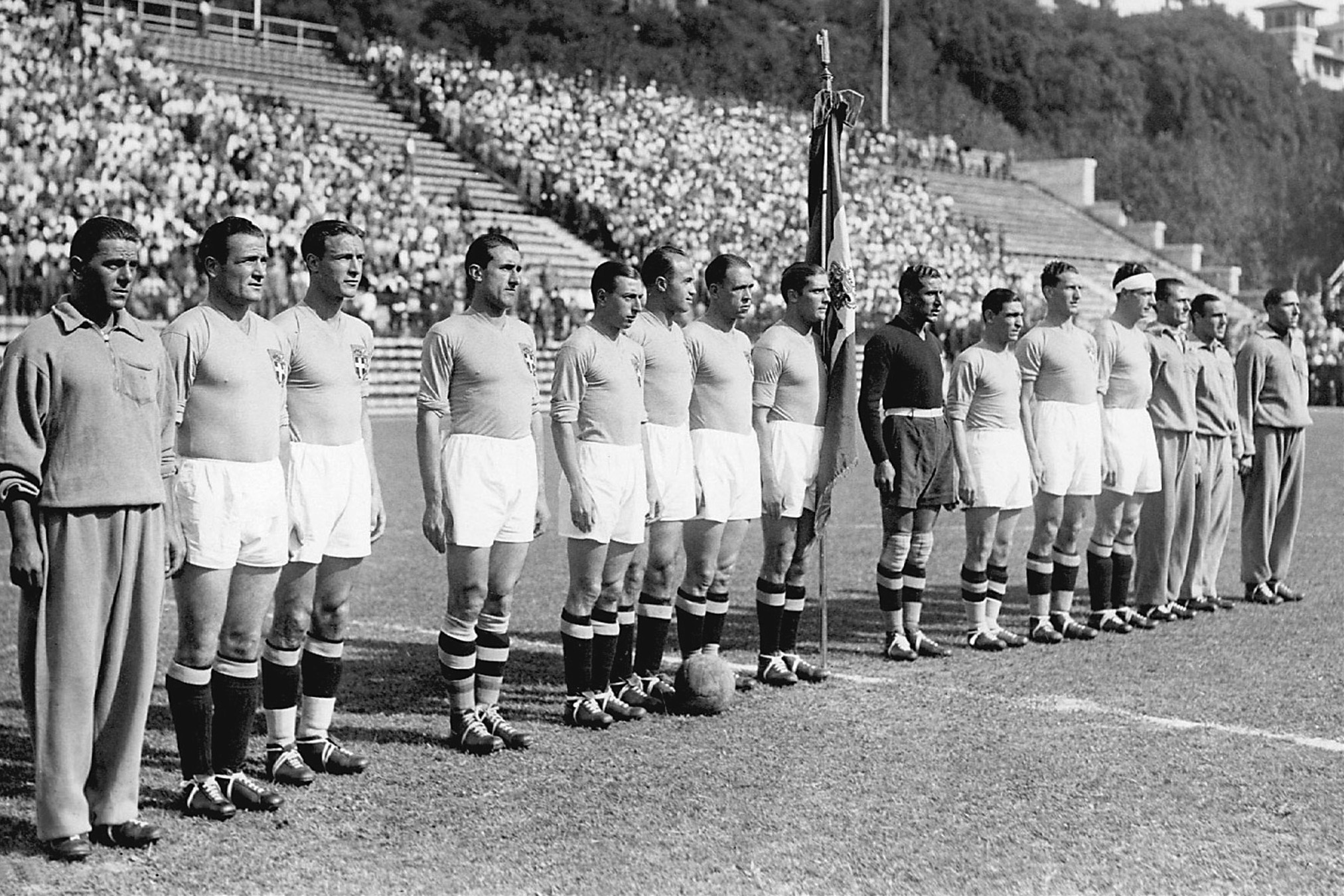
La selección italiana antes de la final frente a

La selección de Italia fue uno de los 16 países participantes de la Copa Mundial de Fútbol de 1934, realizada en Italia. 
La victoria de Italia en la Copa Mundial supuso un punto de inflexión para el fútbol nacional, que había crecido mucho en los últimos años gracias al trabajo de Vittorio Pozzo, en el cargo desde 1929. El seleccionador introdujo una nueva táctica, basado en el modelo de pirámide de la época (2 defensas, 3 mediocentros y 5 delanteros) por el que dejaba dos centrales escalonados en el área, retrasaba la posición de los centrocampistas de banda y daba protagonismo en ataque a los interiores. El llamado «Método» sentó las bases del fútbol defensivo actual.
La selección italiana siguió ganando títulos durante la década de 1930 y asumió un papel de potencia mundial, con una generación de grandes futbolistas liderada por Giuseppe Meazza. Seis meses después de su victoria, la azzurra se enfrentó a Inglaterra en la llamada «Batalla de Highbury», y aunque perdió por 3–2 su actuación sirvió para cuestionar el tradicional dominio británico. En 1936 ganó la medalla de oro en los Juegos Olímpicos de Berlín con un equipo formado por estudiantes. Y en la Copa Mundial de Fútbol de 1938 consiguieron revalidar el título, apostando siempre por la seguridad defensiva. Pozzo se mantuvo como seleccionador hasta 1948.
Los logros de Italia recibieron una notable cobertura en los medios de comunicación nacionales, que convirtieron a este deporte en un fenómeno de masas.

## Jugadores
| Nombre               | Posición       | Edad | PJ Sel | Club              |
| -------------------- | -------------- | ---- | ------ | ----------------- |
| Luigi Allemandi†     | Defensa        | 30   | 9      | Ambrosiana-Inter  |
| Pietro Arcari†       | Defensa        | 24   | 0      | Milano F. C.      |
| Luigi Bertolini†     | Defensa        | 29   | 19     | Juventus de Turín |
| Felice Borel†        | Defensa        | 20   | 2      | Juventus de Turín |
| Umberto Caligaris†   | Defensa        | 32   | 59     | Juventus de Turín |
| Armando Castellazzi† | Centrocampista | 29   | 2      | Ambrosiana-Inter  |
| Giuseppe Cavanna†    | Guardameta     | 28   | 0      | A. C. Napoli      |
| Gianpiero Combi †    | Guardameta     | 31   | 42     | Juventus de Turín |
| Attilio Demaría†     | Delantero      | 25   | 1      | Ambrosiana-Inter  |
| Giovanni Ferrari†    | Centrocampista | 26   | 19     | Juventus de Turín |
| Attilio Ferraris†    | Centrocampista | 30   | 22     | A. S. Roma        |
| Enrique Guaita†      | Delantero      | 23   | 2      | A. S. Roma        |
| Anfilogino Guarisi†  | Delantero      | 28   | 5      | S. S. Lazio       |
| Guido Masetti†       | Guardameta     | 26   | 0      | A. S. Roma        |
| Giuseppe Meazza†     | Delantero      | 23   | 22     | Ambrosiana-Inter  |
| Eraldo Monzeglio†    | Defensa        | 27   | 13     | Bologna F. C.     |
| Luis Monti†          | Centrocampista | 33   | 10     | Juventus de Turín |
| Raimundo Orsi†       | Delantero      | 32   | 26     | Juventus de Turín |
| Mario Pizziolo†      | Centrocampista | 24   | 9      | Fiorentina        |
| Virginio Rosetta†    | Defensa        | 32   | 51     | Juventus de Turín |
| Angelo Schiavio†     | Delantero      | 28   | 17     | Bologna           |
| Mario Varglien†      | Defensa        | 28   | 0      | Juventus de Turín |
| Vittorio Pozzo†      | D. T.          |      |        |                   |

- Todo el plantel ya falleció

## Participación

### Octavos de final
| 27 de mayo de 1934, 16:30 | Italia                                                         | 7:1 (3:0) | Estados Unidos | Stadio Nazionale PNF, Roma                              |                                                         |
|                           | Schiavio 18' 29' 64' · Orsi 20' 69' · Ferrari 63' · Meazza 90' | Reporte   | Donelli 57'    | Asistencia: 25 000 espectadores Árbitro(s): René Mercet | Asistencia: 25 000 espectadores Árbitro(s): René Mercet |

### Cuartos de final
| 31 de mayo de 1934, 16:30                      | Italia      | 1:1 (1:1, 1:1) (t. s.) | España       | Stadio Giovanni Berta, Florencia                       |                                                        |
|                                                | Ferrari 44' | Reporte                | Regueiro 30' | Asistencia: 35 000 espectadores Árbitro(s): Luis Baert | Asistencia: 35 000 espectadores Árbitro(s): Luis Baert |
| Primer empate en la historia de los Mundiales. |             |                        |              |                                                        |                                                        |

#### Desempate
| 1 de junio de 1934, 16:30 | Italia     | 1:0 (1:0) | España | Stadio Giovanni Berta, Florencia                        |                                                         |
|                           | Meazza 11' | Reporte   |        | Asistencia: 43 000 espectadores Árbitro(s): Rene Mercet | Asistencia: 43 000 espectadores Árbitro(s): Rene Mercet |

### Semifinales
| 3 de junio de 1934, 16:30 | Italia     | 1:0 (1:0) | Austria | Stadio San Siro, Milán                                  |                                                         |
|                           | Guaita 19' | Reporte   |         | Asistencia: 35 000 espectadores Árbitro(s): Ivan Eklind | Asistencia: 35 000 espectadores Árbitro(s): Ivan Eklind |

### Final
| 10 de junio de 1934, 17:30                                              | Italia                  | 2:1 (1:1, 1:0) (t. s.) | Checoslovaquia | Stadio Nazionale PNF, Roma                              |                                                         |
|                                                                         | Orsi 81' · Schiavio 95' | Reporte                | Puč 71'        | Asistencia: 55 000 espectadores Árbitro(s): Ivan Eklind | Asistencia: 55 000 espectadores Árbitro(s): Ivan Eklind |
| Italia es el segundo país que debuta en la Copa Mundial y sale campeón. |                         |                        |                |                                                         |                                                         |

|                            |
| Bandera de Italia          |
| Campeón Italia 1.er título |

## Estadísticas
| Equipo | Equipo         | Pts | PJ | PG | PE | PP | GF | GC | Dif | Rend |
| ------ | -------------- | --- | -- | -- | -- | -- | -- | -- | --- | ---- |
| 1      | Italia         | 9   | 5  | 4  | 1  | 0  | 12 | 3  | +9  | 90%  |
| 2      | Checoslovaquia | 6   | 4  | 3  | 0  | 1  | 9  | 6  | +3  | 75%  |
| 3      | Alemania       | 6   | 4  | 3  | 0  | 1  | 11 | 8  | +3  | 75%  |